# Prvenstvo Hrvatske u nogometu za pionire 2000./01.
Pionirski prvaci Hrvatske u nogometu za sezonu 2000./01. su bili nogometaši Osijeka.

## Prvi rang
Prvo je igrano po regijama HNS-a, a potom završnica u koju su se plasirali prvaci regija jednokružnim liga-sustavom.

### Završnica
| mj | klub             | ut | pob | ner | por | gol+ | gol- | bod |
| -- | ---------------- | -- | --- | --- | --- | ---- | ---- | --- |
| 1. | Osijek           | 4  | 3   | 1   | 0   | 7    | 2    | 10  |
| 2. | Dinamo Zagreb    | 4  | 3   | 1   | 0   | 7    | 2    | 10  |
| 3. | Varteks Varaždin | 4  | 1   | 1   | 2   | 3    | 5    | 4   |
| 4. | Rijeka           | 4  | 0   | 1   | 3   | 2    | 6    | 1   |
| 5. | Hajduk Split     | 4  | 0   | 1   | 3   | 2    | 6    | 1   |

Osijek i Dinamo su svoju utakmicu odigrali 0:0, a kako su imali identičnu gol-razliku i postignute i primljene golove, ždrijebom je odlučeno da pionirski prvak Hrvatske za 2000./01. bude Osijek.